# 磯崎千利
磯崎 千利（いそざき ちとし、1913年（大正2年）1月12日 - 1993年（平成5年）6月20日）は、大日本帝国海軍の軍人、戦闘機搭乗員。
操練19期。最終階級は大尉。

## 経歴
愛媛県松山市出身。松山中学卒業後、海兵団を経て1932年（昭和7年）10月、操縦練習生となる。同期生に半田亘理。1933年（昭和8年）3月、同課程を修了し、龍驤飛行機隊に配属される。そこでのちに撃墜王となる赤松貞明と知り合い、親交を深める。のち内地に転属し、霞ヶ浦海軍航空隊友部分遣隊附教官。この時の教え子の一人に、岩本徹三（操練34期）がいる。
日中戦争（支那事変）勃発後の1937年（昭和12年）10月、加賀飛行機隊を経て1939年（昭和14年）末より第十二航空隊に配属され桂林攻撃に参加するが、この時よりすでに撃墜王として武名をはせていた赤松や岩本とは異なり、戦線を通じて大きな空戦に恵まれることはなかった。
1940年（昭和15年）11月、航空兵曹長。1941年（昭和16年）10月、台南海軍航空隊（のち第251海軍航空隊に改編）に転属。
太平洋戦争（大東亜戦争）勃発後は南方に進出するが、翌年4月に内地帰還を命じられ、大村海軍航空隊附。18年4月少尉任官。
5月14日、ラバウルの第251海軍航空隊転属となり、6月16日、ルッセル島上空で初撃墜を記録する。
以降も第204、第201海軍航空隊分隊長としてブイン、ラバウル空中戦で多大な戦果を挙げ、初陣以来5年目にしてようやく武運に恵まれた遅咲きの撃墜王となった。
19年3月に再び内地に戻り、厚木の第三〇二海軍航空隊第1飛行隊「雷電」第2分隊長として防空任務に就く。9月、愛知県明治村の第二一〇海軍航空隊第4分隊長（徳島派遣隊、～3月24日）として錬成教育に当たった。
1945年5月、第343海軍航空隊隷下戦闘第301飛行隊分隊長となり、終戦を迎える。1945年8月17日、皇統護持作戦の有志に名を連ねるが、天皇制は存続が決まったため自然消滅した。
終戦までの総撃墜数は12機。